# Siegfred Brzoska
Siegfred Brzoska es un deportista alemán que compitió para la RFA en piragüismo en la modalidad de aguas tranquilas. Ganó una medalla en el Campeonato Mundial de Piragüismo de 1963, y dos medallas en el Campeonato Europeo de Piragüismo en los años 1961 y 1963.

## Palmarés internacional
| Campeonato Mundial | Campeonato Mundial | Campeonato Mundial | Campeonato Mundial |
| Año                | Lugar              | Medalla            | Competición        |
| ------------------ | ------------------ | ------------------ | ------------------ |
| 1963               | Jajce (Yugoslavia) | Medalla de bronce  | K2 10 000 m        |
| Campeonato Europeo |                    |                    |                    |
| Año                | Lugar              | Medalla            | Competición        |
| 1961               | Poznań (Polonia)   | Medalla de plata   | K2 10 000 m        |
| 1963               | Jajce (Yugoslavia) | Medalla de bronce  | K2 10 000 m        |